# Luciano Modica
Luciano Modica (Catania, 4 gennaio 1950 – Pisa, 4 maggio 2021) è stato un politico e matematico italiano.
È stato senatore della Repubblica per la XIV legislatura della Repubblica Italiana e Sottosegretario di Stato al Ministero dell'università e della ricerca dal 2006 al 2008 nel secondo governo Prodi.

## Biografia

### Formazione e attività accademica
Dopo aver conseguito a Catania, sua città natale, la maturità classica presso il Liceo Nicola Spedalieri, studiò all'Università di Pisa e inoltre vinse il concorso di ammissione alla Scuola Normale Superiore di Pisa. Qui fu allievo di Ennio De Giorgi e di Enrico Bombieri, e dopo la laurea in matematica intraprese la carriera universitaria diventando, appena trentenne, professore ordinario di analisi matematica all'Università di Pisa.
In seguito ricoprì incarichi di responsabilità all'interno dell'ateneo pisano: prima Direttore di dipartimento e poi, dal 1993 al 2002, rettore. Durante questo periodo ebbe anche le cariche di segretario e, dal 1998 al 2002, di Presidente della Conferenza dei Rettori delle Università Italiane (CRUI).

### Attività di ricerca
I suoi campi di ricerca matematica furono quelli delle equazioni alle derivate parziali, del calcolo delle variazioni, delle superfici minime, nella modellizzazione matematica delle transizioni di fase.
Fu fondatore, presso l'editore Springer-Verlag, della rivista matematica "Calculus of Variations and Partial Differential Equations", della quale fu anche direttore per i primi 10 anni.
Svolse attività di ricerca e insegnamento all'università di Paris XI, nella New York University, nella Heriot-Watt University di Edimburgo, all'Università di Bonn e a quella di Minneapolis.

### Attività politica
Già esponente dei Democratici di Sinistra, nel 2002 si dimise da rettore dell'Università di Pisa per candidarsi alle elezioni suppletive del 27 ottobre 2002 per il Senato della Repubblica, nel collegio uninominale di Pisa della circoscrizione Toscana  (il cui seggio era stato lasciato vacante da Luigi Berlinguer, in quanto eletto membro del CSM) sostenuto da "L'Ulivo" (in quota DS), venendo quindi eletto, con il 62,2% dei consensi, senatore della XIV Legislatura.
Al Senato della Repubblica fu membro della 7ª Commissione permanente (Istruzione pubblica, Beni culturali) e della Commissione di Vigilanza RAI. 
Alle elezioni politiche del 2006 fu ricandidato al Senato della Repubblica, in medesima circoscrizione, nelle liste dei Democratici di Sinistra, risultando tuttavia il secondo dei non eletti; venne successivamente nominato Sottosegretario al Ministero dell'università e della ricerca nel governo Prodi.
Nel 2007 aderisce al Partito Democratico; l'anno successivo si ricandidò in Parlamento alle elezioni politiche di quell'anno nelle liste per il Senato della Repubblica ancora nella circoscrizione Toscana, risultando il primo dei non eletti.

### Morte
È morto la mattina del 4 maggio 2021 a Pisa, all'età di 71 anni a seguito di un malore improvviso. Era sposato e aveva due figli: Carlo ed Elena.

## Onorificenze
Nel 2004 è stato insignito della Medaglia d'oro dell'Ordine del Cherubino, ordine dell'Università di Pisa.